# Corrections Corporation of America
Corrections Corporation of America (CCA, Американская исправительная корпорация; Американская корпорация исправительных учреждений; Исправительная корпорация Америки) — американская компания, владеющая и управляющая тюрьмами и местами заключения. Является крупнейшим частным оператором тюрем в США, по состоянию на конец 2012 года владеет 47 комплексами и управляет ещё 20 комплексами, не являясь их владельцем. Комплексы расположены в 20 штатах и округе Колумбия. Общая ёмкость учреждений — 92,5 тысячи коек, число сотрудников компании - около 17 тысяч человек. Была основана в 1983 году в Нэшвилле, штат Теннесси. В 2016 году компания была переименована в CoreCivic.

## Деятельность
Начала деятельность в 1984 году с управления центром содержания нелегальных иммигрантов в Хьюстоне (Техас). Первую собственную тюрьму, Shelby Training Center для малолетних преступников, корпорация создала в Мемфис (Теннесси) в 1986 году. В 1992 года корпорация впервые получила в частное управление тюрьму строгого режима — Leavenworth Detention Center в Левенворт, (Канзас)..
Лоббисты CCA провели законы о частных тюрьмах во многих местах, в том числе в Техасе, Нью-Йорке, Иллинойсе и Теннесси. За десять лет с 2002 по 2012 затраты CCA на лоббирование (в Department of Homeland Security, U.S. Immigrations and Customs Enforcement, Office of Management and Budget, Bureau of Prisons, обеих палатах Конгресса) составили около 17.4 миллионов долларов США, в том числе 1.9 миллиона затрат на поддержку избирательных кампаний.
По данным СМИ Boston Phoenix, CCA потратила более 2.7 миллионов долларов в 2006—2008 гг на принятие более строгих законов. Представители CCA в ответ сообщили, что не лоббируют увеличение сроков заключения.
На федеральном уровне корпорация лоббирует законы, связанные с содержанием иммигрантов. В 2012 CCA потратила 1.8 млн долларов на лоббирование в Конгрессе и на федеральном уровне.